# 藤井徳夫
藤井 德夫（ふじい とくお、1941年2月13日 - ）は、日本の実業家。イフジ産業株式会社創業者最高顧問。

## 人物・来歴
天津租界生まれ。日本の降伏後引き揚げ、桜坂で農業や畜産業を営むようになり、福岡県福岡市で育った。福岡県立福岡中央高等学校を経て、九州大学法学部卒業後、家業の養鶏場経営に従事し、加工卵事業に業態転換を行い1972年にイフジ産業を設立。山崎製パンに採用されて以降全国展開が進み、その後M&Aなどにより業容を拡大させ、2001年にはJASDAQに上場した。2010年に役員報酬の個別開示が始まった際は、九州の主要企業ではピエトロの村田邦彦とともに1億円以上の役員報酬を受けたことが話題になった。2012年には東京証券取引所市場第二部に上場し、ホテルニューオータニ博多で祝賀会を開催した。2014年イフジ産業取締役会長。2017年イフジ産業取締役創業者会長。2023年イフジ産業創業者最高顧問。同年イフジ産業の株式20万株を九州大学を寄付し、藤井德夫研究奨励基金が設立された。